# Craig Sheffer
Pour les articles homonymes, voir Sheffer (homonymie).
Craig Sheffer, né le 23 avril 1960 à York (Pennsylvanie), est un acteur américain.

## Biographie
Craig Eric Sheffer, est plus connu sous les traits de Keith Scott dans la série télévisée Les Frères Scott. Il est issu d'une famille typique américaine de classe moyenne, sa mère Anna travaillait en tant qu'infirmière à domicile et son père, Rock, était gardien de prison,.
En 1980, il s'installe à New York à la demande de sa petite amie. Mais peu de temps après son arrivée, il rompt avec elle, perd son emploi et passe plusieurs semaines sans-abri et dort notamment sous l'escalier de marbre de la gare Grand Central Station. Il se relève plus tard, trouve un agent et commence à obtenir des postes de comédiens dans des films publicitaires.
En 1985, alors âgé de 25 ans, il souffre de ce qu'il décrit comme une  dépression nerveuse et ne quitte plus son domicile pendant plusieurs mois.

### Vie privée
Craig a une fille, Willow, née de sa relation avec l'actrice britannique Gabrielle Anwar. Il a également eu une relation avec Leigh Taylor-Young entre 2003 et 2004, malgré les rumeurs, Craig n'a jamais été officiellement marié.
Il est le frère de l'écrivain Hogan Sheffer né en 1958.

## Filmographie

### Acteur

#### Cinéma
- 1984 : Rock Aliens (Voyage of the Rock Aliens) : Frankie
- 1985 : Engrenage mortel (That Was Then... This Is Now) : Bryon Douglas
- 1986 : Fire with Fire : Joe Fisk
- 1987 : L'Amour à l'envers (Some Kind of Wonderful) : Hardy Jenns
- 1988 : Split Decisions : Eddie McGuinn
- 1990 : Cabal (Nightbreed) : Aaron Boone / Cabal
- 1990 : Instant Karma : Zane
- 1991 : Perverse Cop (Blue Desert) : Randall Atkins
- 1991 : Eye of the Storm : Ray
- 1992 : Et au milieu coule une rivière (A River Runs Through It) : Norman Maclean
- 1993 : Visiteurs extraterrestres (Fire in the Sky) : Allan Dallis
- 1993 : The Program : Joe Kane
- 1993 : Fire on the Amazon (vidéo) : R.J.
- 1994 : The Road Killers : Cliff
- 1994 : Sleep with Me : Frank
- 1995 : Bloodknot : Mike
- 1995 : Guillaumet, les ailes du courage (Wings of Courage) : Henri Guillaumet
- 1995 : La Mort pour vivre (The Desperate Trail) (vidéo) : Jack Cooper
- 1996 : The Grave : King
- 1996 : Petits Meurtres entre nous (Head Above Water) : Lance
- 1997 : Double Take : Connor Mcewen
- 1997 : Bliss de Lance Young : Joseph
- 1997 : Pouvoir absolu (Executive Power) (vidéo) : Nick Seger
- 1998 : The Fall : Adam Ellis
- 1998 : La Dernière Preuve (Shadow of Doubt) : Laird Atkins
- 1999 : Flypaper : Bobby Ray
- 1999 : The Pavilion : Frank Cassilis
- 1999 : Merlin: The Return : Mordred
- 2000 : Petit pari entre amis (Net Worth) : Woody Miller
- 2000 : Turbulences 2 (Fear of Flying) : Martin Messerman
- 2000 : Destruction totale (Deep Core) : Brian Goodman
- 2000 : Hellraiser 5 (Hellraiser: Inferno) (vidéo) : Detective Joseph Thorne
- 2000 : Maze : Mike
- 2001 : Deadly Little Secrets : Gordon Childs
- 2001 : Ritual : Paul Claybourne
- 2001 : Berserker : Boar
- 2001 : Turbulence 3: Heavy Metal (vidéo) : Nick Watt
- 2001 : Flying Virus : Martin Bauer
- 2002 : Final Breakdown : Det. Stratten
- 2003 : Save It for Later : Marco
- 2003 : Dracula II : Ascension (vidéo) : Lowell
- 2004 : Prodigal Son : Alan
- 2005 : Tom's Nu Heaven : Tom Mitchell
- 2005 : The Second Front : Frank Hossom
- 2006 : Find Love : Un interviewer
- 2008 : While She Was Out : Kenneth
- 2008 : Le Prix de la trahison (Love Lies Bleeding) : Morton
- 2010 : Ashley's Ashes : Bill
- 2012 : Bad Ass : Avocat
- 2016 : Code of Honor (en) : William Porter
- 2017 : Destruction Los Angeles : John Benson

#### Télévision
- 1982 : On ne vit qu'une fois (One Life to Live) (série télévisée) : Ian Hayden
- 1983 : The Hamptons (en) (série télévisée) : Bruce Chadway
- 1986-1988 : Teen Wolf (série télévisée) : Mick (Voix)
- 1989 : Une fille à croquer (Babycakes) (Téléfilm) : Rob
- 1993 : Mariés, deux enfants (Married… with Children) (série télévisée) : Le prix alternative à Buzz[réf. nécessaire]
- 1995 : L'Honneur de la cavalerie (en) (In Pursuit of Honor) (Téléfilm) : Lt. Marshall Buxton
- 1995 : Une famille trop parfaite (Bloodknot) (Téléfilm) : Mike
- 1996 : Au cœur du scandale (A Season in Purgatory) (Téléfilm) : Constant Bradley
- 1997 : Merry Christmas, George Bailey (Téléfilm) : Ernie Bishop / Ed / Bridgekeeper
- 1998 : Rhapsody in Bloom (Téléfilm) : Jack Safrenek
- 2000 : Without Malice (Téléfilm) : Dr Paul Venters
- 2001 : Associées pour la loi (Family Law) (série télévisée) : Martin Antenelli
- 2001 : Une femme de haut vol (Cabin Pressure) (Téléfilm) : Peter Dewmont
- 2002 : Fastlane (série télévisée) : Andrew Kane
- 2003-2007 : Les Frères Scott (One Tree Hill) (série télévisée) : Keith Scott
- 2005 : Into the West (série télévisée) : Older Robert Wheeler
- 2006 : Rendez-moi mon fils ! (Long Lost Son) (Téléfilm) : Quinn Halloran / John Williams
- 2010 : Psych : Enquêteur malgré lui (série télévisée) : Marshal Daniel Wayne
- 2010 : Dernier week-end entre amies (Téléfilm) : Shérif Zach Watts
- 2010 : Esprits criminels (Criminal Minds) (série télévisée) : James Thomas
- 2011 : Mentalist (The Mentalist) (série télévisée) : Gary Philo
- 2012 : Les Frères Scott (One Tree Hill) (série télévisée) : Keith Scott
- 2013 : Les Experts (CSI) (série télévisée) : Jack Gilmore
- 2021 : American Horror Story: Double Feature (série télévisée) : Richard Nixon

### Producteur
- 1990 : Instant Karma
- 1993 : Demolition Man
- 2005 : American Crude (de)

### Réalisateur
- 2004 : Prodigal Son
- 2005 : American Crude (de)

### Scénariste
- 2005 : American Crude (de)